# Матюшко Ростислав Павлович
Ростислав Павлович Матюшко (народився 25 серпня 1934, с. Татарівка, нині Софіївка Носівського району — помер 30 червня 2008, Київ) – лікар-радіолог. Доктор медичних наук (1990), професор (1992). Лауреат Державної премії УРСР у галузі науки і техніки (1986).

## Життєпис
Закінчив Київську спецшколу ВПС СРСР, потім Качинське військове авіаційне училище льотчиків ім. А. Ф. М'ясникова (м. Сталінград, нині Волгоград, РФ, 1957). Служив льотчиком-винищувачем у Радянській Армії. У 1960 році був звільнений у запас за станом здоров’я.
У 1966 році закінчив лікувальний факультет, потім аспірантуру Київського медичного інституту ім. О.О. Богомольця, (нині – Національний медичний університет ім. О.О. Богомольця), і залишився у ньому працювати лікарем-радіологом.
1978–2008 працював у Національному медичному університеті (Київ): від 1991 – завідувач курсу радіаційної медицини, професор кафедри медичної радіології; водночас від 1993 – засновник і завідувач кафедрою променевої діагностики та променевої терапії з курсом радіаційної медицини Київського медичного інституту Української асоціації народної медицини.

## Наукові праці
Є автором майже 100 наукових праць і 2-х винаходів. Серед основних праць:
1. Гаммасцинтиграфическая оценка кровоснабжения тазобедренного сустава при болезни Петерса // ОТП. 1989. № 3 (співавт.);
2. Радионуклидная диагностика (оценка эффективности лечения некоторых заболеваний). К., 1991 (співавт.);
3. Вивчення можливості використання металсилікатних сполук для дезактивації // Чорнобиль і здоров’я населення. К., 1993. Ч. 2 (співавт.);
4. Радіофармацевтичні препарати: Навчальний посібник, К., 1997 (співавт.);
5. Основи радіаційної медицини: Навчальний посібник, О., 2002; 2003.

## Відзнаки
- За дослідження нових методів радіонуклідної діагностики та впливу малих і надлетальних доз іонізуючого проміння на організм людини і тварин відзначений Державною премією УРСР у галузі науки і техніки (1986).
- За вагомі досягнення у праці нагороджений 7-ма медалями.